# Janis Ian

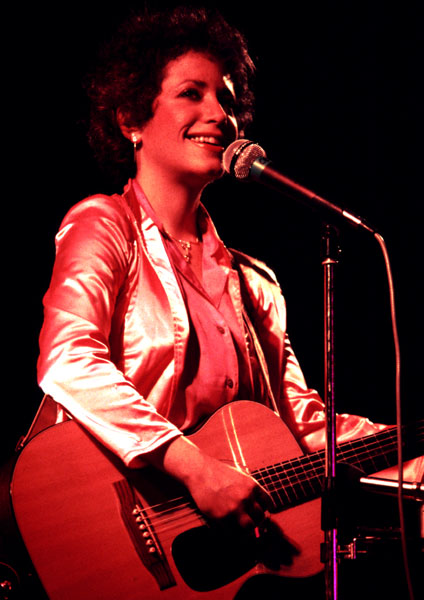
Janis Ian na koncercie w 1981 r.

Janis Ian, właśc. Janis Eddy Fink (ur. 7 kwietnia 1951 w Nowym Jorku) – amerykańska wokalistka, autorka tekstów, pisarka, laureatka nagrody Grammy. Największe sukcesy odnosiła w latach 60. i 70. XX wieku.

## Życiorys
Urodziła się w żydowskiej rodziny jako córka Victora i Pearl. Uczęszczała do East Orange High School i New York City High School of Music & Art.
Eksperymentować z muzyka rozpoczęła już jako nastolatka. W wieku szesnastu lat nagrała piosenkę Society's Child, opowiadającą o miłości białej dziewczyny i czarnego chłopaka, o nietolerancji oraz presji ich otoczenia. Temat braku akceptacji był często obecny w wielopłaszczyznowej twórczości Janis, w której artystka poruszała też kwestie wiary, miłości i walki z przeciwnościami losu. Bardzo aktualny i odważny – jak na owe czasy – utwór Society's Child stał się szybko wielkim hitem, zaś przed Janis otworzyły się drzwi do kariery.
Już jej pierwsza płyta, Janis Ian, otrzymała nominację do specjalnej nagrody Grammy; następnie artystka była do Grammy nominowana jeszcze osiem razy. W wieku lat siedemnastu Janis przeprowadziła się do Los Angeles, gdzie szkoliła swoje muzyczne zdolności. Stworzyła tam też piosenki na swój kolejny album Stars. W 1973 roku jej piosenka Jesse dotarła na szczyty licznych list przebojów.
Wykorzystując chwilę wielkiej popularności, Janis Ian podpisała kontrakt płytowy z Columbia Records, co dało jej dużą swobodę artystyczną. Nagrała wtedy album Between the Lines, który przyniósł jej dwie nagrody Grammy. W tym czasie współpracowała z takimi artystami sceny muzycznej, jak Leonard Cohen, James Brown, Chick Corea, Mel Tormé i Giorgio Moroder.
Mimo sławy i znaczącego miejsca w biznesie muzycznym, Janis nigdy nie wyraża się dobrze o swojej ówczesnej kondycji: "Zamieniałam się w idiotkę, która potrafi rozmawiać tylko o muzyce i biznesie" – wyznała.
Zajęła się więc eksperymentalnie aktorstwem i baletem – twierdzi, że pomogło jej to zrozumieć istotę sztuki jako takiej. Odmieniona i wzbogacona, Janis zdecydowała się całkowicie odnowić rys swoich muzycznych dokonań. W 1986 roku zebrała w tym celu paru muzyków z Nashville i w rezultacie powstało ponad sześćdziesiąt utworów, będących owocami ich pracy. Innym skutkiem tej udanej współpracy była przeprowadzka Janis do Nashville. Według artystki, jest to pierwsze miejsce, w którym poczuła się jak w domu.
W roku 1992 Janis Ian wróciła na scenę muzyczną z płytą Breaking Silence.
W latach sześćdziesiątych była partnerką Janis Joplin. Obecnie żyje w Nashville ze swoją życiową partnerką Patricią "Pat" Snyder, poznaną pod koniec lat 80.